# Gerard Moreno
Gerard Moreno Balagueró, közismert nevén  Gerard (Santa Perpètua, 1992. április 7. –) spanyol válogatott labdarúgó, a La Ligában szereplő Villarreal CF játékosa.

## Pályafutása

### Korai évei
Santa Perpètua, Barcelona tartományában született. 2001-ben a CF Damm utánpótlás csapatától csatlakozott, az RCD Espanyol akadémiájához. Majd 6-évvel később a CF Badalona-ba igazolt. 2010. július 1-jén igazolta le a Villarreal CF együttese.

### Klubcsapatokban

#### Villarreal
2011. március 5-én mutatkozott be a B csapatban, egy Rayo Vallecano elleni 1–2-s hazai bajnokin a spanyol másodosztályban. December 10-én jegyezte első profi gólját az Xerez CD elleni 3–1-s találkozón.
Nagyjából egy évvel később, december 2-án játszotta első mérkőzését a felnőttcsapatban, az Elche CF elleni 1–0-s idegenbeli összecsapáson. Csereként a 75. percben Manu Trigueros helyére érkezett. Érdekesség, hogy ez a találkozó is a másodosztályban történt, mint a B-csapattal való debütálása.
2013. január 25-én lőtte a nagycsapatban az első gólját, a CE Sabadell elleni 3–0-s bajnokin.

#### Mallorca (kölcsön)
2013. július 8-án került kölcsönbe a szigetországba. Augusztus 18-án debütált a csapatban, a CE Sabadell elleni 4–0-s idegenbeli bajnokin.
Az első gólját rögtön a következő mérkőzésen, augusztus 25-én szerezte, a Real Murcia elleni 2–4-s hazai találkozón.
Két fordulóval később, szeptember 7-én duplázott az AD Alcorcón ellen.

#### Espanyol
2015. augusztus 13-án szerződtette le a katalán együttes öt-évre.
Kilenc nappal később, 22-én mutatkozott be a Getafe CF elleni 1–0-s összecsapáson. Csereként az 59. percben váltotta Salva Sevilla-t.
Szeptember 19-én jegyezte első gólját, egy 2–3-s Real Sociedad elleni vendégbeli bajnokin.

#### Visszatérés a Villarreálba
2018. június 12-én tért vissza a csapatba, egy ötéves szerződést követően. A 2020-2021-es szezonban csapatával veretlenül nyerte meg az Európa-ligát, miután a döntőben a hosszabbítást követő tizenegyes párbajban legyőzték a Manchester United együttesét (rendes játékidőben: 1-1, büntetőpárbaj: 11-10). Moreno lőtte a döntő első gólját, illetve a tizenegyespárbajban is értékesítette a büntetőjét. Moreno 7 góllal (és 5 gólpasszal) a sorozat legeredményesebb játékosa lett.

### A válogatottban

#### Spanyolország
2019. október 4-én Robert Moreno hívta be először a felnőttválogatottba, a norvégok és a svédek elleni 2020-as Európa Bajnoki selejtező mérkőzésekre.
Október 15-én mutatkozott be, és játszotta végig a Svédország elleni 1–1-s találkozót.
Egy hónappal később szerezte meg válogatottbeli első gólját, és három assziszttal is rendelkezett, a Málta elleni 7–0-s diadalon. Három nappal később duplázott a románok elleni 5–0-s találkozón.

## Statisztika
2021. május 22-i állapot szerint
| Klub               | Szezon           | Bajnokság          | Bajnokság | Bajnokság | Kupa  | Kupa  | Nemzetközi | Nemzetközi | Egyéb | Egyéb | Összes | Összes | Ref.        |
| Klub               | Szezon           | Liga               | Mérk.     | Gólok     | Mérk. | Gólok | Mérk.      | Gólok      | Mérk. | Gólok | Mérk.  | Gólok  | Ref.        |
| ------------------ | ---------------- | ------------------ | --------- | --------- | ----- | ----- | ---------- | ---------- | ----- | ----- | ------ | ------ | ----------- |
| Villarreal C       | 2010–11          | Tercera División   | 39        | 34        | —     | —     | —          | —          | —     | —     | 39     | 34     | –           |
| Villarreal C       | Összesen         | Összesen           | 39        | 34        | —     | —     | —          | —          | –     | –     | 39     | 34     | –           |
| Villarreal B       | 2010–11          | Segunda División   | 1         | 0         | —     | —     | —          | —          | —     | —     | 1      | 0      | [ 5 ] [ 6 ] |
| Villarreal B       | 2011–12          | Segunda División   | 4         | 1         | —     | —     | —          | —          | —     | —     | 4      | 1      | [ 5 ] [ 6 ] |
| Villarreal B       | 2012–13          | Segunda División B | 24        | 12        | —     | —     | —          | —          | —     | —     | 24     | 12     | [ 5 ] [ 6 ] |
| Villarreal B       | Összesen         | Összesen           | 29        | 13        | —     | —     | —          | —          | —     | —     | 29     | 13     | –           |
| Villarreal         | 2012–13          | Segunda División   | 14        | 3         | 0     | 0     | —          | —          | —     | —     | 14     | 3      | [ 5 ]       |
| Villarreal         | 2014–15          | La Liga            | 26        | 7         | 6     | 5     | 7          | 4          | —     | —     | 39     | 16     | [ 5 ] [ 6 ] |
| Villarreal         | Összesen         | Összesen           | 40        | 10        | 6     | 5     | 7          | 4          | —     | —     | 53     | 19     | –           |
| Mallorca (kölcsön) | 2013–14          | Segunda División   | 31        | 11        | 1     | 1     | —          | —          | —     | —     | 32     | 12     | [ 5 ] [ 6 ] |
| Mallorca (kölcsön) | Összesen         | Összesen           | 31        | 11        | 1     | 1     | 0          | 0          | 0     | 0     | 32     | 12     | –           |
| Espanyol           | 2015–16          | La Liga            | 32        | 7         | 4     | 0     | —          | —          | —     | —     | 36     | 7      | [ 5 ] [ 6 ] |
| Espanyol           | 2016–17          | La Liga            | 37        | 13        | 1     | 0     | —          | —          | —     | —     | 38     | 13     | [ 5 ] [ 6 ] |
| Espanyol           | 2017–18          | La Liga            | 38        | 16        | 6     | 3     | —          | —          | —     | —     | 44     | 19     | [ 5 ] [ 6 ] |
| Espanyol           | Összesen         | Összesen           | 107       | 36        | 11    | 3     | —          | —          | —     | —     | 118    | 39     | –           |
| Villarreal         | 2018–19          | La Liga            | 35        | 8         | 3     | 1     | 11         | 4          | —     | —     | 49     | 13     | [ 5 ]       |
| Villarreal         | 2019–20          | La Liga            | 35        | 18        | 2     | 2     | —          | —          | —     | —     | 37     | 20     | [ 5 ] [ 6 ] |
| Villarreal         | 2020–21          | La Liga            | 33        | 23        | 1     | 0     | 11         | 6          | —     | —     | 45     | 29     | [ 5 ] [ 6 ] |
| Villarreal         | Összesen         | Összesen           | 103       | 49        | 6     | 3     | 22         | 10         | —     | —     | 131    | 62     | –           |
| Karrier összesen   | Karrier összesen | Karrier összesen   | 349       | 153       | 24    | 12    | 29         | 14         | —     | —     | 402    | 179    | –           |

1. 1 2 3  Appearance(s) in UEFA Europa League

### A válogatottban
2021. március 31-i állapot szerint.
| Spanyolország | Spanyolország | Spanyolország |
| Év            | Mérk.         | Gólok         |
| ------------- | ------------- | ------------- |
| 2019          | 3             | 3             |
| 2020          | 6             | 1             |
| 2021          | 1             | 1             |
| Összesen      | 10            | 5             |

## Sikerei, díjai

### Klub
- Villarreal
  - Európa-liga: 2020–21

### Egyéni
- Zarra-trófea: 2019–20,[8] 2020–21
- Az Európa-liga gólkirálya: 2020–21[9] (megosztva)

### Közösségi platformok
- Gerard Moreno az Instagramon

### Egyéb weboldalak
- Gerard Moreno adatlapja a Villarreal CF weboldalán (angolul)
- Gerard Moreno adatlapja a Transfermarkt oldalon (angolul)
- Gerard Moreno adatlapja a Soccerway oldalon (angolul)